# Iekaterina Dountsova
Iekaterina (ou Ekaterina) Sergueïevna Dountsova (russe : Екатерина Сергеевна Дунцова), née le 24 avril 1983 à Krasnoïarsk, est une femme politique et journaliste russe, membre de la Douma municipale de Rjev de 2019 à 2022.
Le 6 novembre 2023, elle annonce son intention de se présenter à l'élection présidentielle russe de 2024 ; elle déclare qu'elle se présenterait comme candidate indépendante sur un programme anti-guerre,. Le mois suivant, ses documents de candidature sont rejetés par la Commission électorale centrale.

## Biographie

### Jeunesse et formation
Née à Krasnoïarsk, elle s'installe en 1995 à Rjev, dans la région de Tver, où elle obtient son diplôme d'études secondaires.

### Carrière de journaliste
Iekaterina Dountsova commence sa carrière en 2003, travaillant un an à la société de télévision municipale de Rjev. Puis elle dirige un studio de télévision scolaire pendant plusieurs années.
Elle dirige également la société de télévision indépendante RiT, un projet lancé avec son mari. Sa chaîne de télévision couvrait les problèmes au niveau municipal, notamment le logement et les services communaux, la corruption des fonctionnaires officiels et la criminalité.

### Carrière politique

#### En tant que politicienne locale
En 2009, Iekaterina Dountsova rassemble plus de 4 000 signatures contre l'abolition des élections à la mairie de Rjev.
De 2019 à 2022, elle est membre de la Douma de la ville de Rjev,.

#### Campagne pour l'élection présidentielle de 2024
En novembre 2023, Iekaterina Dountsova annonce son intention de se présenter à la présidence de la Russie en tant que candidate indépendante, avec comme slogan « Вернём стране будущее ! (Redonner un futur au pays !). Le même jour, elle annonce la collecte de signatures, dont 500 sont nécessaires pour la première étape du processus.
Elle explique son intention de se présenter à la présidence en déclarant que « ces dix dernières années, la Russie va dans la mauvaise direction : le cap ne vise pas le développement, mais l'autodestruction »,. Son programme comprend la fin de la guerre avec l'Ukraine, le lancement de réformes démocratiques, la libération des prisonniers politiques, parmi lesquels Alexeï Navalny, le rétablissement des relations avec d'autres pays, la modification des priorités budgétaires et le soutien aux minorités, y compris les personnes LGBT,,,,,,,.
Le 20 novembre 2023, Iekaterina Dountsova est interrogée par le parquet. Entre autres sujets, on lui demande d'expliquer sa position sur la guerre russo-ukrainienne. Elle déclare plus tard aux médias avoir refusé de répondre aux questions des responsables concernant la guerre, sauf pour dire qu'elle respectait toutes les lois pertinentes,,,.
Après avoir recueilli les 500 signatures nécessaires pour former un groupe de soutien, le 17 décembre 2023, le groupe tient une réunion officielle pour la nommer,. Au cours de la réunion, l'électricité est coupée et la police pénètre dans le bâtiment, mais le courant est finalement rétabli et il n'y a eu aucun autre incident. Officiellement nommée comme prévu par son comité elle doit désormais réunir un total de 300 000 signatures avant le 31 janvier 2024 pour voir son nom imprimé sur les bulletins de vote, et soumet sa demande le 20 décembre à la Commission électorale centrale (CEC).
Mais le 23 décembre 2023, celle-ci l'empêche de se présenter en rejetant ses documents de candidature pour vice de procédure ; la CEC aurait trouvé plus de 100 fautes d'impression dans ses documents,,,. La CEC publie notamment des analyses de documents soumis par Dountsova, qui montrent des fautes de frappe dans les noms des membres du groupe initiateur et des commentaires informels dans le texte des documents. En outre, certains membres du groupe d'initiative signent avec le mot « oui », « pomme » ou utilisent le dessin d'un chat comme signature. De plus, le procès-verbal de la réunion du groupe d'initiative ne reflèterait pas les informations sur l'élection et la composition du groupe de dépouillement.
Cette décision est rapidement critiquée comme étant en réalité d'origine politique. Leonid Gozman[Qui ?] souligne que la décision prise n'est pas fondée sur la crainte de son élection par Vladimir Poutine, mais sur la possibilité pour les citoyens de restaurer un sentiment oublié de citoyenneté en recueillant les signatures nécessaires.
Iekaterina Dountsova prévoit de faire appel de la décision devant le tribunal, même si elle ne nie pas les allégations selon lesquelles il y aurait eu des erreurs dans les documents déposés, affirmant que la demande a été préparée dans un bref délai et qu'elle a eu des difficultés à trouver un avocat pour l'aider à certifier les documents,. Elle déclare également qu'elle a l'intention de demander au parti Iabloko de la présenter comme candidate. Plus tard dans la journée, le chef du parti Iabloko, Grigori Iavlinski, déclare dans une interview qu'il n'est pas certain que son parti choisira Dountsova,.
Le 27 décembre, la Cour suprême russe rejette l'appel d'Iekaterina Dountsova.

### Vie privée
Iekaterina Dountsova a trois enfants. Un article de novembre 2023 dans ЭХО (Echo) indique qu'elle s'est séparée de son ancien mari deux ans auparavant.
Elle coordonne le travail d'une équipe bénévole de recherche et de sauvetage à Rjev.